# 雷晴雯
雷晴雯（Ammathy Winnie Lui，1976年9月21日—），原名：雷颖怡，前無綫電視艺员。1988年畢業於廣東道官立小學上午校，後來畢業於基督教香港信義會信義中學，1995年考进第八期無綫電視藝員訓練班，毕业后正式加入無綫电视为合约艺人。同期正式学员分别有李思蓓（原名李慧萍）、伍慧珊、罗贯峰（原名罗立勤）、李天翔（原名李志伟）、刘永晋、卢卓南、孙恩明、卢庆辉及盖世宝等，同班旁听生有汤盈盈、姚莹莹、张洁莲、滕丽名、刘永健、关可维、孙大龙、李咏仪等。雷氏十多岁开始已追随 1987 年度香港小姐冠军杨宝玲至今，两人为师徒关系，亦是歌影视三栖男艺人沈震轩之表姨。
1998 年因与李思蓓一同参与主持当届世界杯而同被称为「世界妹」，为往后历届「世界妹」之始祖之一。世界杯直播期间因发生蔡枫华对其咸猪手的罗生门事件令其声名大噪。同年再被安排与李思蓓、梁雪湄、汪琳（原名汪晓文）、梁佩盈、任港秀、翟佩云、姚乐怡组成電波少女（后易名为爱心少女）组合。雷氏曾参与多部無綫电视电视剧集，尤以《天地豪情》里野蛮泼辣的唐棠、《天龙八部》的傻气灵鹫宫护法兰剑、《西游记》中老被红孩儿以真火欺负的春桃、与及《扫黄先锋》中入型入格的淫媒 Judy 最为观众熟悉。
2000 年约满后离开無綫电视转往內地发展，曾拍摄多部内地电视剧。与此同时雷氏亦于中学及大学兼任谈吐仪态及美容化妆导师、活动公关、艺人经纪人、公开活动司仪等工作，17 岁开始笔耕生涯的雷氏以笔名艾玛菲．云妮继续其专栏作家及自由写作人工作，为网上及印刷杂志的副总编辑，并参与过多本印刷书籍之编辑、出版及制作工作，拥有多个个人专栏，并为多位名人担任代笔。
2006 年加入互动电视 TicTV，为多个直播节目的主持人，同时亦参与多个直播节目的资料搜集、联络、制作统筹、撰稿及编审等幕后工作。
2013 年底雷氏创立其个人网上艺术文化频道。2014 年正式重返演艺圈，全面复出幕前工作，2016年获邀以美容专栏作家身份为無綫电视新闻节目《星期日档案》讲述微整形风险，身兼演员、司仪、主持、编辑、写作人、美容专栏作家、活动公关、舞评人和艺评人等多重身份。
2018 年起雷氏逐漸把演藝事業轉往內地發展。

## 电视剧
| 年份 | 电视剧名称              | 角色           | 角色关系及注解         | 特别备注 |
| ---- | ----------------------- | -------------- | ---------------------- | --- |
| 1995 | 刑事侦缉档案II          | 徐小姐         | 来自上海               | － |
| 1995 | 十三密杀令              | 嫔妃           | －                     | － |
| 1995 | 真情                    | 酒店大堂接待员 | －                     | － |
| 1996 | 900重案追凶             | 罗月娥         | 许婉宜同学兼好友       | 单元三《咫尺危机》 |
| 1996 | 西游记                  | 春桃           | 铁扇公主陪嫁侍女       | 单元四《火焰山》 |
| 1996 | 西游记                  | 蜘蛛精         | －                     | 单元七《盘丝洞》 |
| 1996 | 廉政行动1996            | 廉政公署调查员 | －                     | － |
| 1996 | O记实录II               | Mimi           | 千金小姐               | 迷魂党 |
| 1996 | 天降財神 (1996年電視劇) | Eva            | －                     | － |
| 1996 | 濟公 (1995年電視劇)     | 千金小姐       | －                     | － |
| 1996 | 阖府统请                | 女职员         | 文雅咏同事             | － |
| 1996 | 河東獅吼 (電視劇)       | 妓女           | －                     | － |
| 1996 | 地獄天使 (香港電視劇)   | Jazz Bar 客    | －                     | － |
| 1996 | 真情                    | Irene          | 四海建筑材料公司职员   | 唯一由四海开幕做结到业的职员，喜欢与 Wilson 斗嘴，常追问阿沉恋情，阿沉常叫死“0靓”妹                                                        |
| 1997 | 真情                    | Irene          | 四海建筑材料公司职员   | 唯一由四海开幕做结到业的职员，，喜欢与 Wilson 斗嘴，常追问阿沉恋情，阿沉常叫死“0靓”妹                                                      |
| 1997 | 难兄难弟                | 工厂妹/燕姊妹  | 谢源粉丝               | 趁着谢源睡觉时，与工厂的姊妹淘去偷看他 |
| 1997 | 迷离档案                | CID            | －                     | － |
| 1997 | 美味天王                | 学生           | －                     | － |
| 1997 | 皇家反千組              | 医院护士       | -                      | |
| 1997 | 保护证人组              | 阿怡           | 保护证人组警员         | － |
| 1997 | 刑事侦缉档案III         | Winnie         | 沈若玫秘书             | 档案三：目露凶光 |
| 1997 | 刑事侦缉档案III         | 洪姑娘         | 精神病康复中心职员     | 档案五：密室奇案 |
| 1997 | 醉打金枝                | 飘红           | 怡紅院名妓             | 被买通陷害四驸马 |
| 1997 | 天龙八部                | 兰剑           | 灵鹫宫四护法之一       | 天真、灵精、机灵，调皮，对虚竹忠心，常常与梅、菊、竹一起，常常想很多鬼主意                                                                 |
| 1997 | 廉政行动组              | 调查员         | －                     | － |
| 1997 | 苗翠花                  | 秋菊           | 许柳诗之丫鬟           | 与许子柳诗同样拥有一颗恨嫁的心，与常许柳诗在房内聊着主仆两对爱的情憧憬，而且比许柳诗幸运，在第17集得以赎身与阿牛成亲                       |
| 1997 | 男人四十打功夫          | 出嫁娘         | －                     | |
| 1997 | 花木蘭 (無綫電視劇)     | 妓女           | －                     | |
| 1997 | 林世榮 (電視劇)         | 阿思           | 市井街坊               | 貪小便宜，天天跟街坊搶買豬肉 |
| 1997 | 乾隆大帝                | 红袖           | －                     | － |
| 1997 | 乐坛插班生              | Grace          | 陆明霞及羌德培助手     | 一味漂爱亮，做助手也穿得 Fashionable，常常有事没事的谢拍菊红马屁                                                                           |
| 1997 | 有肥人终成眷属          | Kit            | 何家嘉空中小姐同事好友 | 与何家嘉起一投考空中小姐，一起受训，一起毕业，一起居住，证见着何家嘉被骗的一段爱情                                                         |
| 1998 | 真情                    | Irene          | 四海建筑材料公司职员   | 唯一由四海开幕做结到业的职员，喜欢与 Wilson 斗嘴，常追问阿沉恋情，阿沉常叫死“0靓”妹                                                        |
| 1998 | 真情                    | 小红           | 大力大陆认识的爱人     | 大力特意介紹她給專程到國內，探望他的叉燒炳一家及阿沈認識，因樣長相與四海的職員 Irene 太相似，令眾人大表愕然之余， 大力也因而被笑暗戀 Irene |
| 1998 | 鹿鼎记                  | 三少奶婢女     | －                     | － |
| 1998 | 生命有TAKE2             | 空中小姐       | －                     | － |
| 1998 | 聊斋(贰)                | 家婢           | －                     | 单元六《咫尺危机》 |
| 1998 | 外父唔怕做              | 美云           | －                     | － |
| 1998 | 天地豪情                | 唐棠           | 郭英信外遇             | 野蛮，泼辣，鑽刁，與程嘉鳴同樣屬羊，卻年輕 12 年，搶了程嘉鳴的未婚夫，再面對面佔程嘉鳴便宜                                                 |
| 1998 | 缘来没法挡              | 洪小姐         | －                     | － |
| 1998 | 扫黄先锋                | Judy           | 淫媒 Anita 得力助手    | 与 Anita 狼狈奸为，却又胆小怕事 |
| 1998 | 烈火雄心                | 女职员         | －                     | － |
| 1999 | 鉴证实录II              | Candy          | Fit之堡健身中心接待员  | 金妙玲叶冠荣命案 |
| 2016 | 快乐从心开始            | 荣哥妻         | －                     | 太强势令丈夫变得自卑 |

## 综艺及游戏节目
- 《第十五届新秀歌唱大赛》
- 《1996年度香港小姐竞选》
- 《香港艺术家年奖颁奖典礼 1997》
- 《聪明伶俐主人翁》
- 《沙田区局节 之 烟花璀璨雷霆夜》
- 《香港回归庆祝晚会》
- 《1998年世界杯》
- 《超級無敵獎門人之簡單非常任務》
- 《天下无敌奖门人 之 水陆大击战》
- 《运财智叻星》
- 《非常劲秋百变 Show》
- 《星光熠熠耀保良》等等

## 节目主持、司仪

### 主持
- 2006 互动电视直播节目：《交友空间》
- 2007 互动电视直播节目：《交友空间》、《i-Chat聊天室》
- 2008 互动电视直播节目：《交友空间》、《i-Green》
- 2010 健康生活台直播节目《朋友》
- 2010 亚洲电视节目《购物天使》

### 司仪
- 2015 香港冬季美食节「餸得有营」
- 2015 Oktoberfest
- 2016 吴家村敬老慈善新春盘菜宴司仪及歌唱嘉宾
- 2016 Cover Star 封面明星大赛
- 2016 湖北恒福星际酒店奠基典礼……等等

### 美容专题节目
- 2016 无线电视新闻节目《星期日档案 - 微整之后》讲述微风险

### 資訊節目
- 2018 无线电视資訊節目《快樂奇蹟 - 發揮堅強意志改寫命運》

## 电影及微电影

### 电　影：
- 2000 年 - 连环杀手
- 2012 年 - 喜夜爱蒲 2
- 2013 年 - 喜爱夜蒲 3
- 2017 年 - 極闘6之飄移都市
- 2017 年 - 1/8
- 2019 年 - 启蒙

### 微电影
- 2015 年 - Breaking Hell
- 2015 年 - One Floor One
- 2016 年 - 向前走
- 2018 年 - 我想問，拜年同入屋爆竊係咪冇分別？
- 2023 年 - 觀落陰
- 2024年 - 浮木
- 2024年 - 鏡頭 (入圍「澳洲悉尼國際婦女電影節」)

## 书籍、杂志、专栏之编辑、撰稿及制作

### 杂志及专栏
- 2005-2007 网上杂志副总编辑
- 2005-2007 网上杂志文化艺术、电影时尚、美容、及爱情专栏撰稿人
- 2005-2007 天智出版《Car Channel》杂志副总编辑
- 2015至今 美容化妆及医学美容专栏代笔
- 2016至今 林志颖官方微信公众号撰稿人

### 书籍编辑及制作
- 1998 博益出版《杨宝玲靓人美容 Keep Fit 贴士》助理策划及资料搜集
- 1999 博益出版《杨宝玲营养美容与收腹美腿》资料搜集
- 2007 万里出版 霍彩玲《我的完美婚礼》编辑
- 2010 星岛出版 Shannon Kwan《Model 入行秘笈》编辑
- 2014 中信出版 林志颖《我对时间有耐心》照片及协助资料搜集

== 电视节目及网上频道制作 ==
- 2006 互动电视电视节目《我的完美婚礼》制作统筹及编审
- 2007-2008 互动电视直播节目《文化广场》联络、统筹及资料搜集
- 2013-至今 网上艺术文化频道《舞．影．艺．文》 BDAC.Channel
- 2017 网上 Youtube 美容及医美专业教学频道《晴雯の美魔女逆齡空間》
- 2017 网上 新浪微博频道美容及医美专业教学频道 《雷晴雯的逆生長空間》

## 資料來源／參考文獻
- . 南方網訊. 1998-08-06. （原始内容存档于2016-10-10）.
- . on.cc東網專訊. 2016-03-16. （原始内容存档于2016-10-10）.

- . 香港新浪網. 2016-03-19. （原始内容存档于2016-10-09）.

- . on.cc東網專訊. 2016-03-26. （原始内容存档于2016-10-10）.

- . on.cc東網專訊. 2016-04-21. （原始内容存档于2016-10-10）.

- . 香港新浪娛樂首頁. 2016-05-05. （原始内容存档于2016-10-09）.

- . on.cc東網專訊. 2016-05-21. （原始内容存档于2016-10-10）.

- . Yes News 热新闻. 2016-06-16. （原始内容存档于2016-10-30）.
- . 80视点网 (国际版). 2016-07-20. （原始内容存档于2016-10-10）.

- . on.cc東網專訊. 2016-09-13. （原始内容存档于2016-10-10）.

- . on.cc東網專訊. 2016-09-22. （原始内容存档于2016-10-10）.

- . 先機網a1c1. 2016-12-15. （原始内容存档于2016-12-20）.

- . on.cc東網巨星. 2016-12-31. （原始内容存档于2017-04-17）.

- . on.cc東網巨星. 2017-01-04. （原始内容存档于2017-04-17）.

- . on.cc東網巨星. 2017-02-02. （原始内容存档于2017-04-17）.

- . 搜狐公众平台. 2017-02-08. （原始内容存档于2017-04-18）.

- . on.cc東網巨星. 2017-03-31. （原始内容存档于2017-04-17）.

- . on.cc東網巨星. 2017-04-14. （原始内容存档于2017-04-17）.

## 相關網站
- 雷晴雯新浪认证微博
- 雷晴雯官方脸书粉丝专页 （页面存档备份，存于）
- 雷晴雯《舞.影.艺.文》脸书专页[永久]
- 雷晴雯《舞.影.艺.文》优酷频道